# Kandidaturen Europees kampioenschap voetbal 2016
Voor het Europees kampioenschap voetbal 2016 hebben drie landen in maart 2009 een individuele kandidatuur ingediend en twee landen een gezamenlijke. Frankrijk, Italië, Turkije individueel en Noorwegen en Zweden gezamenlijk.
In december 2009 werd bekend dat de verantwoordelijke ministers van Noorwegen en Zweden geen overheidsgeld beschikbaar wilden stellen. De kandidatuur werd stopgezet.
De UEFA meldde in februari 2010 dat Frankrijk, Italië en Turkije hun bidbook hebben ingediend.
Eerder overwogen Schotland, eventueel samen met Wales, Ierland en Noord-Ierland, Griekenland, Rusland en de combinatie van Roemenië en Bulgarije om zich kandidaat te stellen maar hebben dit uiteindelijk niet gedaan.
Op 28 mei 2010 is bekendgemaakt dat het gastland Frankrijk zal zijn.

## Kandidaat-landen

### Frankrijk
Frankrijk organiseerde de WK's van 1998 en 1938 en de EK's van 1960 en 1984. De topscorer van dat laatste toernooi was de huidige voorzitter van de UEFA, de Fransman Michel Platini.
De Franse voetbalbond wees in november 2009 twaalf speelsteden aan:
Saint-Denis, Marseille, Lyon, Rijsel, Parijs, Lens, Saint-Etienne, Toulouse, Bordeaux, Straatsburg, Nice en Nancy.

### Italië
Italië organiseerde de WK's van 1990 en 1934 en de EK's van 1980 en 1968. Italië heeft zich na het mislopen van het EK 2012 opnieuw kandidaat gesteld. Het beschikt over meerdere grote stadions.

### Turkije
Turkije organiseerde nooit eerder een EK of WK. Het voormalige hoofd van de Turkse voetbalbond, Hasan Dogan, had aangekondigd dat hij zal proberen het EK 2016 naar Turkije te brengen voor zijn ambtstermijn afloopt, maar hij stierf aan een hartaanval op vakantie in Bodrum. Hij heeft ook gezegd dat er "positieve gesprekken" waren tussen hem en Michel Platini over dit onderwerp.
Op de onthullingsceremonie van de UEFA Cup Finale 2009 zei de Turkse minister van Sport: "Turkije heeft een serieuze belangstelling voor het organiseren van het EK 2016."
De Turkse voetbalbond (TFF) heeft op 7 februari 2009 aangekondigd dat ze bij UEFA hun officiële kandidatuur hebben ingediend voor het organiseren van het EK 2016.
| Beschikbare stadions: - Atatürk Olympisch Stadion, capaciteit 81.145 (UEFA-sterrenstadion) - Izmir Atatürkstadion, capaciteit 64.000 - Sükrü Saracoglustadion, capaciteit 53.586 (UEFA-sterrenstadion) - Cebeci Inönüstadion, capaciteit 37.000 - BJK İnönüstadion, capaciteit 32.520 - Kayseri Kadir Hasstadion, capaciteit 33.000 (UEFA-sterrenstadion) - Hüseyin Avni Akerstadion, capaciteit 30.000 - Şanlıurfa GAP-stadion, capaciteit 30.000 | Reeds in aanbouw: - Aslantepe ArenA, capaciteit 57.800 - Nieuwe Antalya Stadion, capaciteit 31.110 - Nieuwe Konya Stadion, capaciteit 37.000 Geplande stadions: - Izmir Stadion, capaciteit 40.000 - Ankara Stadion, capaciteit 40.000 - Eskisehir Stadion, capaciteit 30.000 - Bursa Stadion, capaciteit 30.000 |